# AVCA All-America 1991-2000 (femminile, NCAA Division I)
Pallavoliste della NCAA Division I inserite nelle due squadre dell'AVCA All-America Team per il periodo 1991-2000

## Elenco
| Grassetto | AVCA National Player of the Year |

| Stagione |                             |                             |                              |                              |
| Stagione | AVCA All-America First Team | AVCA All-America First Team | AVCA All-America Second Team | AVCA All-America Second Team |
| Stagione | Giocatore                   | Squadra                     | Giocatore                    | Squadra                      |
| -------- | --------------------------- | --------------------------- | ---------------------------- | ---------------------------- |
| 1991     | Monique Adams               | Louisiana State             | Stefanie Bodison             | Southern California          |
| 1991     | Melanie Beckenhauer         | Pacific                     | Cheri Boyer                  | Hawaii                       |
| 1991     | Nikki Busch                 | Texas                       | Julie Chellevold             | Ohio State                   |
| 1991     | Kristin Klein               | Stanford                    | Malin Fransson               | Hawaii                       |
| 1991     | Pauline Manser              | New Mexico                  | Cris Hall                    | Nebraska                     |
| 1991     | Beverly Oden                | Stanford                    | Sabrina Hernandez            | CSU Long Beach               |
| 1991     | Danielle Scott              | CSU Long Beach              | Sharon Kasser                | Pacific                      |
| 1991     | Gudula Staub                | Florida                     | Janet Kruse                  | Nebraska                     |
| 1991     | Stephanie Thater            | Nebraska                    | Angie Miller                 | Louisiana State              |
| 1991     | Antoinette White            | CSU Long Beach              | Daniela Reis                 | Louisiana State              |
| 1991     | Natalie Williams            | UC Los Angeles              | Leisa Wissler                | Ohio State                   |
| 1991     | Taikeasha Williams          | Hawaii                      | Elaine Youngs                | UC Los Angeles               |
| 1992     | Kirsten Gleis               | Illinois                    | Heidi Anderson               | Florida                      |
| 1992     | Marissa Hatchett            | UC Los Angeles              | Cica Baccelli                | Southern California          |
| 1992     | Sabrina Hernandez           | CSU Long Beach              | Sharon Browning              | New Mexico                   |
| 1992     | Katy Jameyson               | Texas                       | Nichelle Burton              | CSU Long Beach               |
| 1992     | Leanne Kling                | Penn State                  | Carrie Feldman               | Stanford                     |
| 1992     | Angie Miler                 | Louisiana State             | Michele Fellows              | Brigham Young                |
| 1992     | Beverly Oden                | Stanford                    | Katie Haller                 | Southern California          |
| 1992     | Danielle Scott              | CSU Long Beach              | Charlotte Johansson          | Pacific                      |
| 1992     | Gudula Staub                | Florida                     | Keri Killebrew               | Washington State             |
| 1992     | Stephanie Thater            | Nebraska                    | Tea Nieminen                 | Brigham Young                |
| 1992     | Natalie Williams            | UC Los Angeles              | Dani Reis                    | Louisiana State              |
| 1992     | Elaine Youngs               | UC Los Angeles              | Tina Rogers                  | Illinois                     |
| 1993     | Julie Bremner               | UC Los Angeles              | Jane Belanger                | Kentucky                     |
| 1993     | Annett Buckner              | UC Los Angeles              | Salima Davidson              | Penn State                   |
| 1993     | Nichelle Burton             | CSU Long Beach              | Ana Elisa Franca             | UC Santa Barbara             |
| 1993     | Laura Davis                 | Ohio State                  | Gabriele Jobst               | Ohio State                   |
| 1993     | Michele Fellows             | Brigham Young               | Charlotte Johansson          | Pacific                      |
| 1993     | Charlene Fiaputa            | Brigham Young               | Angelica Ljungqvist          | Hawaii                       |
| 1993     | Aycan Gökberk               | Florida                     | Ann Marie Lucanie            | Pittsburgh                   |
| 1993     | Katie Haller                | Southern California         | Joy McKienzie                | CSU Long Beach               |
| 1993     | Katy Jameyson               | Texas                       | Nikki Nicholson              | Georgia                      |
| 1993     | Priscilla Pacheco           | Georgia                     | Heather Pfluger              | Texas                        |
| 1993     | Danielle Scott              | CSU Long Beach              | Meika Wagner                 | Southern California          |
| 1993     | Allison Weston              | Nebraska                    | Cary Wendell                 | Stanford                     |
| 1994     | Annett Buckner              | UC Los Angeles              | Kelly Aspegren               | Nebraska                     |
| 1994     | Nichelle Burton             | CSU Long Beach              | Traci Dahl                   | CSU Long Beach               |
| 1994     | Salima Davidson             | Penn State                  | Lilliana Dennon              | Houston                      |
| 1994     | Laura Davis                 | Ohio State                  | Charlene Johnson             | Brigham Young                |
| 1994     | Kristin Folkl               | Stanford                    | Kelly Kuebler                | Southern California          |
| 1994     | Gabrielle Jobst             | Ohio State                  | Angelica Ljungqvist          | Hawaii                       |
| 1994     | Charlotte Johansson         | Pacific                     | Nikki Nicholson              | Georgia                      |
| 1994     | Christy Johnson             | Nebraska                    | Alyson Randick               | UC Los Angeles               |
| 1994     | Priscilla Pacheco           | Georgia                     | Mindy Rice                   | Idaho                        |
| 1994     | Meika Wagner                | Southern California         | Marine Triefenbach           | Stanford                     |
| 1994     | Cary Wendell                | Stanford                    | Svetlana Vtyurina            | George Washington            |
| 1994     | Allison Weston              | Nebraska                    | Lauri Yust                   | Southern California          |
| 1995     | Robyn Ah Mow                | Hawaii                      | Carrie Busch                 | Texas                        |
| 1995     | Erin Borske                 | Illinois                    | Kristin Folkl                | Stanford                     |
| 1995     | Dana Cooke                  | Michigan State              | Christine Garner             | Arizona State                |
| 1995     | Aycan Gökberk               | Florida                     | Jill Haas                    | CSU Sacramento               |
| 1995     | Christy Johnson             | Nebraska                    | Kelly Kuebler                | Southern California          |
| 1995     | Angelica Ljungqvist         | Hawaii                      | Ashley Mullis                | Florida                      |
| 1995     | Lisa Reitsma                | Nebraska                    | Demetria Sance               | Texas                        |
| 1995     | Brita Schwerm               | CSU Long Beach              | Sarah Silvernail             | Washington State             |
| 1995     | Lisa Sharpley               | Stanford                    | Amy Steele                   | Brigham Young                |
| 1995     | Val Sterk                   | Michigan State              | Tricia Stragliotto           | Ohio State                   |
| 1995     | Cary Wendell                | Stanford                    | Samantha Waldron             | Rice                         |
| 1995     | Allison Weston              | Nebraska                    | Terri Zemaitis               | Penn State                   |
| 1996     | Robyn Ah Mow                | Hawaii                      | Laura Abbinante              | Wisconsin                    |
| 1996     | Angela Bransom              | Washington                  | Bonnie Bremner               | Penn State                   |
| 1996     | Katrien DeDecker            | Minnesota                   | Sacha Caldemeyer             | Pacific                      |
| 1996     | Angelica Ljungqvist         | Hawaii                      | Virag Domokos                | George Mason                 |
| 1996     | Fiona Nepo                  | Nebraska                    | Kristin Folkl                | Stanford                     |
| 1996     | Lisa Reitsma                | Nebraska                    | Angie Kammer                 | Penn State                   |
| 1996     | Lisa Sharpley               | Stanford                    | Eileen Murfee                | Stanford                     |
| 1996     | Sarah Silvernail            | Washington State            | Gale Oborn Johnson           | Brigham Young                |
| 1996     | Val Sterk                   | Michigan State              | Stephanie Papke              | Washington State             |
| 1996     | Kerri Walsh                 | Stanford                    | Aurymar Rodriguez            | Florida                      |
| 1996     | Vanessa Wouters             | Ohio State                  | Demetria Sance               | Texas                        |
| 1996     | Terri Zemaitis              | Penn State                  | Jenny Wood                   | Florida                      |
| 1997     | Bonnie Bremner              | Penn State                  | Lauren Cacciamani            | Penn State                   |
| 1997     | Katie Crawford              | UC Santa Barbara            | Benishe Dillard              | CSU Long Beach               |
| 1997     | Makare Desilets             | Washington                  | Jessica Field                | Arkansas                     |
| 1997     | Kristin Folkl               | Stanford                    | Roberta Gehlke               | UC Santa Barbara             |
| 1997     | Nina Foster                 | Florida                     | Kelly Kennedy                | Wisconsin                    |
| 1997     | Jasmina Marinkovic          | Southern California         | Amy Lee                      | Wisconsin                    |
| 1997     | Misty May                   | CSU Long Beach              | Kara Milling                 | UC Los Angeles               |
| 1997     | Sarah Noriega               | Loyola Marymount            | Fiona Nepo                   | Nebraska                     |
| 1997     | Demetria Sance              | Texas                       | Lisa Reitsma                 | Nebraska                     |
| 1997     | Amy Steele Gant             | Brigham Young               | Korie Rogers                 | Brigham Young                |
| 1997     | Kerri Walsh                 | Stanford                    | Stacy Sykora                 | Texas A&M                    |
| 1997     | Terri Zemaitis              | Penn State                  | Lisa Sharpley                | Stanford                     |
| 1998     | Heather Bown                | Hawaii                      | Lindsay Anderson             | Penn State                   |
| 1998     | Bonnie Bremmer              | Penn State                  | Benishe Dillard              | CSU Long Beach               |
| 1998     | Lauren Cacciamani           | Penn State                  | Roberta Gehlke               | UC Santa Barbara             |
| 1998     | Jenny Manz                  | Florida                     | Kelly Kennedy                | Wisconsin                    |
| 1998     | Misty May                   | CSU Long Beach              | Jennifer Kessy               | Southern California          |
| 1998     | Nancy Meendering            | Nebraska                    | Megan Korver                 | Nebraska                     |
| 1998     | Fiona Nepo                  | Nebraska                    | Jasmina Marinkovic           | Southern California          |
| 1998     | Demetria Sance              | Texas                       | Korie Rogers                 | Brigham Young                |
| 1998     | Elsa Stegemann              | Pacific                     | Jennifer Sanchez             | Florida                      |
| 1998     | Kerri Walsh                 | Stanford                    | Anna-Lenna Smith             | Brigham Young                |
| 1998     | Jenna Wrobel                | Michigan State              | Kim Storey                   | Arkansas                     |
| 1998     | Petia Yanchulova            | San Diego                   | Stacy Sykora                 | Texas A&M                    |
| 1999     | Erin Aldrich                | Texas                       | Nicole Branagh               | Minnesota                    |
| 1999     | Heather Bown                | Hawaii                      | Dawn Cady                    | Kansas State                 |
| 1999     | Bonnie Bremner              | Penn State                  | Jamie Hill                   | Pepperdine                   |
| 1999     | Lauren Cacciamani           | Penn State                  | Jenny Maastricht             | Wisconsin                    |
| 1999     | Roberta Gehlke              | UC Santa Barbara            | Jenny Manz                   | Florida                      |
| 1999     | Nancy Meendering            | Nebraska                    | Sarah McFarland              | Loyola Marymount             |
| 1999     | Elsa Stegemann              | Pacific                     | Shannon Perry                | Northern Iowa                |
| 1999     | Logan Tom                   | Stanford                    | Kristee Porter               | UC Los Angeles               |
| 1999     | Kerri Walsh                 | Stanford                    | Nina Puikkonen               | Brigham Young                |
| 1999     | Cheryl Weaver               | CSU Long Beach              | Anna-Lena Smith              | Brigham Young                |
| 1999     | Amber Woolsey               | Texas A&M                   | Cindy Stern                  | Clemson                      |
| 1999     | Petia Yanchulova            | San Diego                   | Catie Vagneur                | Colorado State               |
| 2000     | Dana Burkholder             | Arizona                     | Nicole Branagh               | Minnesota                    |
| 2000     | Greichaly Cepero            | Nebraska                    | Amanda Burbridge             | Arizona State                |
| 2000     | Kara Gormsen                | Pacific                     | Courtney Cox                 | Colorado State               |
| 2000     | Lily Kahumoku               | Hawaii                      | Elizabeth Fitzgerald         | Wisconsin                    |
| 2000     | Angela Knopf                | Colorado State              | Stephanie Hagen              | Minnesota                    |
| 2000     | Sherisa Livingston          | Wisconsin                   | Amber Holmquist              | Nebraska                     |
| 2000     | Sarah McFarland             | Loyola Marymount            | Jennifer Joines              | Pacific                      |
| 2000     | Laura Pilakowski            | Nebraska                    | Mishka Levy                  | Penn State                   |
| 2000     | Kristee Porter              | UC Los Angeles              | Jennifer Pahl                | Southern California          |
| 2000     | Nina Puikkonen              | Brigham Young               | April Ross                   | Southern California          |
| 2000     | Logan Tom                   | Stanford                    | Brooke Rundle                | UC Santa Barbara             |
| 2000     | Cheryl Weaver               | CSU Long Beach              | Colleen Smith                | Texas Tech                   |